# Маргарита Гонзага (1418 – 1439)
Вижте пояснителната страница за други личности с името Маргарита Гонзага.
Маргарита Гонзага (на италиански: Margherita Gonzaga; * 1418, Мантуа, Маркграфство Мантуа; † 7 юли 1439, Говерноло, дн. подселище на Ронкофераро) от рода Гонзага от Мантуа, е чрез брак маркиза на Ферара, Модена и Реджо (1435 – 1439).

## Произход
Тя е дъщеря на Джанфранческо I Гонзага (* 1395, † 1444), маркграф на Мантуа, и на съпругата му Паола Малатеста (* 1393, † 1449). Нейни дядо и баба по бащина линия са Франческо I Гонзага, 4-ти капитан на народа на Мантуа и кондотиер, и Маргерита Малатеста, а по майчина – Малатеста IV Малатеста, господар на Пезаро, и Елизабета да Варано. Има четири братя и две сестри:
- Лудовико III (* 1412, † 1478), 2-ри маркграф на Мантуа от 1444 г., съпруг на Барбара, дъщеря на маркграф Йохан „Алхимиста“ от Бранденбург-Кулмбах
- Карло (* 1413/1423, † 1478), господар на Лудзара, Сабионета и Гондзага, съпруг на Лучия д’Есте, дъщеря на маркграф Николо III д’Есте от Модена
- Алесандро (* 1415, † 1466), господар на Медоле, съпруг на Аниезина да Монтефелтро
- Джанлучидо (* 1421, † 1448), студент по теология в Павия
- Чечилия (* 1425, † 1451), монахиня в манастир „Санта Киара“ в Мантуа
- Леонела, монахиня

## Биография
Кръстена е на баба си Маргерита Малатеста. Образована от прочутия Виторино да Фелтре, тя става културна жена и любителка на изкуството.
Омъжва се през януари 1435 г. за Леонело д’Есте, от 1441 г. маркиз на Ферара. Още през 1429 г. Николо III д’Есте, нетърпелив да установи връзки с Гонзага, започва преговори с Джанфранческо, който се съгласява на брака при условие, че Леонело бъде признат за бъдещ маркиз на Ферара, въпреки че е незаконен син.
Вече с разклатено здраве, Маргарита още повече се влошава поради раждането на единственото им дете през 1438 г. и умира на следващата година на 21-годишна възраст. Погребана е в църквата „Сант Орсола“ в Мантуа. Скърбящ за загубата на съпругата си, Леонело слага в герба си счупени копие и клонки. През 1444 г. той се жени повторно за Мария Арагонска, извънбрачна дъщеря на Алфонсо V Арагонски.

## Брак и потомство
∞ януари 1435 г. за Леонело д’Есте (* 1407, † 1450), маркграф на Ферара, извънбрзачен син на Николо III д’Есте и Стела де Толомеи, от когото има един син:
- Николо д’Есте (* 20 юли 1438, Ферара; † 4 септември 1476, Ферара); има четири извънбрачни сина.

- Леонело д'Есте, 
съпруг
- Николо, 
син (вероятен портрет)